# Giuseppe da Soleto
Fra Giuseppe da Soleto (Soleto, ... – documentato nel 1667) è stato un ebanista e francescano italiano.
A lui sono attribuite numerosi tabernacoli in legno che intagliò per le chiese del Salento e di Napoli.
Il suo gioiello d'ebanisteria più rappresentativo è quello ubicato a Galatina nella Basilica di Santa Caterina d'Alessandria.
Il tabernacolo è molto simile a quello che lo stesso frate realizzò nel 1667 per la Chiesa di Santa Croce di Palazzo a Napoli, oggi collocato nella chiesa di San Giovanni del Palco a Taurano (AV).
L'opera, caratterizzata da tre ordini architettonici sovrapposti con due pannelli che raffigurano l'albero del peccato con Adamo ed Eva sovrastato da uno straboccante di uva, segno della Redenzione e di Gesù Cristo.
Oltre quelle già citate a Galatina e Taurano, altre opere eseguite da Fra Giuseppe da Soleto nella seconda metà del XVII secolo sono visibili a:
- Lequile (Convento di San Francesco)
- Taviano (Santuario della Beata Vergine Maria Addolorata)
- Castellaneta (Chiesa di San Francesco d'Assisi)
- Martina Franca (Chiesa di sant'Antonio ai Cappuccini)
- Valenzano (Chiesa di Santa Maria di San Luca)
- Minervino (Chiesa di S.Antonio)
- Bitetto (Chiesa di San Francesco)
- Presicce (Chiesa di Santa Maria degli Angeli)
- Cassano delle Murge (Convento di Santa Maria degli Angeli)